# إتش س. روبنز لاندون
إتش س. روبنز لاندون (بالإنجليزية: H. C. Robbins Landon) هو عالم موسيقى وملحن أمريكي، ولد في 6 مارس 1926 في بوسطن في الولايات المتحدة، وتوفي في 20 نوفمبر 2009 في Rabastens ‏ في فرنسا.

## وصلات خارجية
- إتش س. روبنز لاندون على موقع IMDb (الإنجليزية)
- إتش س. روبنز لاندون على موقع ميوزك برينز (الإنجليزية)
- إتش س. روبنز لاندون على موقع ديسكوغز (الإنجليزية)